# Grotte Marie-Jeanne
La grotte Marie Jeanne, située dans la commune de Port-à-Piment, au sud d'Haïti, est la plus longue excavation naturelle d'Haïti. Elle est ainsi nommée en mémoire de Marie-Jeanne Lamartinière. Des traces archéologiques prouvent que son existence remonte à l'époque des Taïnos, les premiers habitants de l'île d'Haïti.

## Géographie et situation géologique
La grotte Marie-Jeanne est située à l'est de la commune de Port-à-Piment, sur une colline dénommée La voûte, à une altitude de 120 mètres. 
Ce site naturel représente un véritable labyrinthe de 5,3 km dont la formation remonte, selon certains chercheurs, à près de 60 millions d'années. D'ailleurs, « des traces archéologiques et des signes gravés sur les parois de calcaire, de même que des symboles et des pétroglyphes, dateraient de la période précolombienne ».
Des chimistes enseignent que la grotte Marie-Jeanne est très riche en oxyde de fer et en carbonate de calcium.

## Description de la grotte
La grotte Marie-Jeanne comporte 56 chambres (ou salles), et cinq kilomètres de galeries souterraines qui se répartissent sur trois niveaux. On peut accéder au réseau souterrain par 9 entrées.
Les habitants de Port-à-Piment ont donné des noms bibliques, mythologiques, historiques ou poétiques aux différentes salles de la grotte :
La première est baptisée la voûte étoilée et sert de salle d'attente pour les visiteurs avant qu'ils ne commencent leur exploration. Puis la salle dénommée Cul-de-Sac qui a l'air d'une plaine avec des montagnes tout autour. À gauche, la salle baptisée l'Olympe. Ensuite la salle Hadès (en référence au dieu des enfers) et représente l'une des salles les plus inaccessibles de la grotte. Il y a les salles : Totem, Gothique pleines de gravures de sculptures et de symboles naturels. Toujours dans la première section de la grotte, il existe les salles : Fraternité, Coin perlé, Golgotha, Mont des Oliviers, Morne calvaire, Liberté, Vertières, Lanterne, Salle des pas perdus, Piscine de Silöe, Temple du Caïman, la Visite, Bois Caïman.
Dans la deuxième section, il existe la salle du Pèlerin « constituée de plusieurs autres pièces adjacentes qui offrent une fraîcheur exquise ».
À l'intérieur de la grotte, les spéléothèmes aux formes caractéristiques ont reçu des noms: les mollusques, l'éléphant, le pélican, le chien cloché, des vierges, des pénis, une robe et un caïman.